# August von Witzleben (General)
Gerhard August von Witzleben (* 27. Dezember 1808 in Düsseldorf; † 7. Mai 1880 in Berlin) war ein preußischer Generalleutnant und Militärschriftsteller. 

## Leben

### Herkunft
August entstammte dem Thüringer Adelsgeschlecht Witzleben. Er war ein Sohn des preußischen Oberst Karl August von Witzleben (1773–1839), der unter dem Pseudonym A. von Tromlitz „historisch-romantische“ Romane und Novellen schrieb, und dessen Ehefrau Antoinette, geborene Freiin von Heine (1780–1810). Sein älterer Bruder war der Generalleutnant Ferdinand von Witzleben.

### Werdegang
Von 1821 bis 1825 besuchte er die Klosterschulen in Donndorf und Roßleben, bevor er am 25. November in die Preußische Armee eintrat. Dort kam er zum Kaiser Franz Grenadier-Regiment nach Berlin. Er avancierte am 12. April 1826 zum Portepeefähnrich sowie am 17. April 1827 zum aggregierten Sekondeleutnant, wurde aber am 17. Dezember 1829 einrangiert. Von 1831 bis 1834 war er zur Allgemeinen Kriegsschule und 1838 zum Topographischen Büro kommandiert, wo er bis 1840 blieb. Am 27. Juni 1843 wurde er zum Premierleutnant befördert und kam 1846 für ein Jahr als Lehrer an die Divisionsschule des Gardekorps. Ebenfalls 1846 hat er das Verdienstkreuz des sachsen-ernestinischen Hausordens erhalten.
Im März 1848 nahm Witzleben an der Niederschlagung der Straßenkämpfen in Berlin teil, avancierte am 6. April 1848 zum Hauptmann und machte danach auch den Feldzug gegen Dänemark mit, wo er als Kompanieführer am 23. April an der Schlacht bei Schleswig teilnahm. Am 3. Februar 1853 wurde er zum Major ohne Patent à la suite des Regiments befördert und zur Übernahme des Kommandos des herzoglich sachsen-coburg-gothaischen Infanterieregiments nach Gotha entsandt. Er erhielt am 14. November 1854 sein Patent als Major und wurde 1859 zum Oberstleutnant befördert. Witzleben drang zunächst auf eine Vereinigung der verschiedenen thüringischen Kontingente und den Anschluss an Preußen. Am 1. August 1860 wurde er Kommandeur des 1. Westfälischen Infanterie-Regiments Nr. 13 in Münster und avancierte am 18. Oktober 1860 zum Oberst. 
Das Herzogtum Sachsen-Coburg und Gotha schloss 1861 eine Militärkonvention mit Preußen, woran auch Witzleben seinen Anteil hatte. Er erhielt am 14. Januar 1861 das Komturkreuz des sachsen-ernestinischen Hausordens und am 20. September 1861 den Roten Adlerorden III. Klasse mit Schleife. Am 18. Oktober 1862 war er bei der Krönung in Königsberg anwesend. Er führte sein Regiment auch im Deutsch-Dänischen Krieg von 1864, wo er am Sturm auf die Düppeler Schanzen teilnahm. Am 7. Juni 1864 erhielt er die Schwerter zum Roten Adlerorden III. Klasse und am 21. August 1864 des Orden der Eisernen Krone mit Kriegsdekoration. 
Am 18. April 1865 wurde er dem Infanterie-Regiment Nr. 13 aggregiert und schied am 18. Juni 1865 als Generalmajor mit der Versetzung zu den Offizieren der Armee aus dem Frontdienst aus. Im Mai 1866 kam er dann als Kommandant in die Festung Kolberg, bis er am 9. Januar 1868 als Generalleutnant zur Disposition gestellt wurde. Er zog nach Dessau, um dort seinen Ruhestand zu verbringen und sich als Militärschriftsteller zu betätigen. Am 20. August 1873 übernahm er die Redaktion des Militär-Wochenblattes und zog nach Berlin. Am 13. Juni 1876 wurde er anlässlich des 60-jährigen Bestehens des Militär-Wochenblattes mit dem Roten Adlerorden II. Klasse mit Eichenlaub und Schwertern am Ringe ausgezeichnet.
Er war bereits von 1836 bis 1841 Mitarbeiter des Militärconversations-Lexikons des Hans Eggert Willibald von der Lühe. Ferner schrieb er für die Militär-Literaturzeitung und die Enzyklopädie von Ersch und Gruber auch für das Handwörterbuche der gesammten Militärwissenschaften des Bernhard von Poten und die Allgemeine Deutsche Biographie lieferte er Beiträge.

### Familie
Witzleben war zweimal vermählt, zunächst seit 1840 mit der Kaufmannstochter Pauline Charlotte Brünning (1822–1846) und dann als Witwer seit 1850 mit Charlotte Karoline Helene von Broscovius (1826–1903). Aus beiden Ehen sind insgesamt wenigstens vier Töchter hervorgegangen:
- Helene (* 1844) ⚭ 1876 Benno von Gillhausen, preußischer Hauptmann, Herr auf Esbach → Eltern von Guido von Gillhaußen
- Hedwig (*/† 1846)
- Alice (1857–1928) ⚭ 1887 Dietrich von Gravert (1822–1889), preußischer Generalleutnant
- Clara (* 1859) ⚭ 1885 (Scheidung 1886) Alexander Freiherr von Pawel-Rammingen (1855–1883)[1]

## Werke
- Grundzüge des Heerwesens und Infanteriedienstes der Königlich Preußischen Armee. Berlin 1845, Digitalisat
- Heerwesen und Infanteriedienst der Königlich Preußischen Armee. Berlin 1851, Digitalisat
- Aus alten Parolebüchern der Berliner Garnison zur Zeit Friedrichs des Großen. Berlin 1851, Digitalisat
- Das Buch vom eisernen Herzog: Leben und Kriegsthaten des Herzogs von Wellington. 1853, Digitalisat
- Der Wasunger Krieg. Gotha 1855.
- Prinz Friedrich Josias von Coburg-Saalfeld, Herzog zu Sachsen, des Reiches Feldmarschall. 3 Bde. mit Atlas, Berlin 1859 (Digitalisate schwarzweiß: Band 1, Band 2, Band 3 bei Google Books; Digitalisate farbgetreu: Band 1, Band 2, Band 3 im Internet Archive)
- Geschichte der Familie von Witzleben. Nach archivarischen Quellen bearbeitet, Bath, Berlin 1868 Digitalisat
- Leopoldine Marie, Markgräfin von Brandenburg-Schwedt, geb. Prinzeßin von Anhalt-Dessau. Dessau und Ballenstedt 1870.
- Heerwesen und Infanteriedienst des Deutschen Reichsheers. Berlin 1871, Band 1, Band 2